# Heteropneustes microps
Heteropneustes microps är en fiskart som först beskrevs av Günther, 1864.  Heteropneustes microps ingår i släktet Heteropneustes och familjen Heteropneustidae. Inga underarter finns listade i Catalogue of Life.